# Douglassia enae
Douglassia enae é uma espécie de gastrópode do gênero Douglassia, pertencente a família Drilliidae.